# 尾久町
尾久町（おぐまち）は、かつて東京府北豊島郡に存在した町の一つ。1923年（大正12年）の町制施行によって誕生した。現在の荒川区北西部に当たる地域。
なお、1889年（明治22年）の市制町村制によって誕生した、前身である尾久村（おぐむら）についても合わせて記述する。また、元々鎌倉時代から室町時代には武蔵国豊島郡小具郷（おぐのさと、おぐごう）と呼ばれ、現在の荒川区東日暮里と台東区根岸、北区堀船のあたりも含む広大な地域であった。これについても本項で述べる。
また、一般的には1929年（昭和4年）開業のJR東日本（旧国鉄）尾久駅（読みは「おく」）のある北区昭和町（旧・滝野川町大字中里、上中里の一部）も尾久地域（おぐちいき、おくちいき）として認識されている。

## 地理
現在の地名では東尾久、西尾久のほぼ全域および町屋五丁目から七丁目の大半に相当する。
荒川の氾濫原であり、一般的に平坦である。
江戸時代には練馬の大根、千住の葱、目黒の筍などと並んで、ゴボウの産地として知られた。明治時代には他にも多数の野菜が生産されていた。
尾久駅の所在地は北区で荒川区尾久ではない。大正時代にはこの地域が温泉を中心とした遊興地として、相応の知名度を誇っていたことがうかがえる。

### 地名
- 大字 上尾久
  - 字 神田、鬼島、船方前、柊、後田、西、馬場、四反田、宮ノ前、山谷、沼付、溝向、熊野前、東田島、石神、下田、十三房、江頭、秣場、同飛地
- 大字 下尾久
  - 字 蛭田、小沼、赤土、八ッ城、大門、豆田、江川尻、新田
- 大字 船方
  - 字 向端、小橋

## 歴史
古くは「おうぐ」と発音し、小具、越具、奥とも書かれた。鎌倉時代の『吾妻鏡』に「武蔵国豊嶋庄犬食名」とあるが、この「犬食」は「大食（おおぐい）」の誤記であり、尾久のことではないかとする説もある。なお、室町時代の『長禄江戸図』にはすでに尾久と記されている。一説には「豊島郡の奥」または、江戸の北限である隅田川を背にしていることから「江戸の奥」が由来とされているが不詳である。
小具郷は、鎌倉時代には鶴岡八幡宮の社領であった。元々は金杉村（現在の東日暮里・台東区根岸）も含んでいたが、やがて分立した。さらに時期は不明だが、正保の改までには上尾久村、下尾久村、舟方村（後の船方村）に分かれ、江戸時代には上尾久村・下尾久村は峡田領に、船方村は岩淵領に属した。
1889年（明治22年）、北豊島郡上尾久村、下尾久村、船方村の一部が合併し尾久村が成立。船方村の大半は王子村、豊島村、堀之内村、上十条村、下十条村と合併し王子村となったため、古来の小具郷の範囲からはさらに小さくなってしまった。尾久村は1923年（大正12年）に尾久町となり、1932年（昭和7年）尾久町に加え、南千住町、三河島町、日暮里町が合併して荒川区が誕生し、自治体名から尾久の名前は消滅した。
明治時代には農業地域であったが、鬼怒川や猪苗代などの変電所の建設以降、大正時代までには工業地域に変貌した。
大正から昭和にかけ、尾久温泉（ラジウム鉱泉）が湧き出たことにより、三業地（料理屋、芸妓屋、待合）として発展することになる。かの阿部定事件は、ここ西尾久で引き起こされた。戦後の高度経済成長期に地下水が枯渇して温泉が消滅すると伴に、その賑わいも消えていった。
現在の尾久地域は町工場、商店街、住宅が混在して密集する地域であり、下町の雰囲気が色濃く残っている。都内唯一の都電が走っており、東京都交通局荒川電車営業所（荒川車庫前停留場）がある。また、荒川区が運営している遊園地、あらかわ遊園がある。

### 沿革・年表
- 1873年（明治06年）：大区小区制により上尾久村、下尾久村は日暮里村、谷中本村、谷中村、金杉村、三河島村、三之輪村、町屋村、その他下谷区に属した諸町と共に第十大区一小区（戸長は谷中本村）と、船方村は巣鴨町一丁目から四丁目と上駒込村、駒込染井町、駒込妙義坂下町、滝野川村、上中里村、中里村、田端村、西ヶ原村、堀之内村、その他本郷区、小石川区に属した諸町と共に第九大区三小区（戸長は駒込富士前町）となる。
- 1878年（明治11年）11月：大区小区制が廃され、郡区町村編制法により北豊島郡が設置される。郡役所は板橋町内に設置。
- その後、連合戸長役場が設置され、上尾久村、下尾久村は王子村との三ヵ村連合（連合戸長役場は王子村）と、船方村は豊島村、堀之内村との三ヵ村連合（連合戸長役場は豊島村）となる。
- 1889年（明治22年）5月1日：市制町村制により、上尾久村、下尾久村と船方村の一部が合併され尾久村となる。
- 1917年（大正02年）8月：村役場庁舎を新築。
- 1923年（大正12年）4月1日：尾久村が町制施行し尾久町となる。
- 1926年（大正15年）4月：北豊島郡役所が廃止され、東京府直轄となる。
- 1932年（昭和07年）10月1日：東京市編入により、尾久町は南千住町、日暮里町、三河島町と合併され、荒川区となる。

## 行政

### 施設
- 尾久町役場庁舎
  - 元は尾久尋常高等小学校内にあったが、1917年（大正2年）に新築。尾久町農会、尾久町信用組合併設。

## 経済

### 産業
- 主な産業：商業、工業盛ん。農業は減少傾向にあり。
  - 商業：尾久温泉の発掘により盛んとなる。
  - 工業：増加傾向にある。
  - 農業：かつてはほとんどの土地が耕地であり、野菜の生産が盛んであったが、耕地が住宅地、工業用地、商業地となってしまい減少していった。

地主
- 尾久の地主には「戸田倉之助、戸田利蔵、戸田寅蔵、戸田初五郎、戸田紋左衛門」などがいた[3]。

## 地域

### 教育
- 尾久町立尾久尋常高等小学校（旧・尾久尋常小学校、現・荒川区立尾久小学校）
- 尾久町立尾久西尋常小学校（現・荒川区立尾久西小学校）

## 交通

### 鉄軌道
- 国鉄（現・JR東日本）
  - 東北本線（宇都宮線）
    - 尾久駅（正式な所在は滝野川町）
- 王子電気軌道（現・都電荒川線）
  - 船方前停留所 - 小台停留所 - 宮ノ前停留所 - 熊野前停留所 - 下尾久停留所

### 道路
- 東京府費支弁道草加間道
- 東京府費支弁道尾久道
- 東京府費支弁道田端道
- 東京府費支弁道日暮里道

## 名所・旧跡・観光スポット・祭事・催事

### 神社
- 尾久八幡神社（村社）

### 宗教
- 華蔵院
- 寳蔵院
- 碩運寺

### 遺跡・その他
条里の遺跡の碑 　
大和政権が実施した条里制の痕跡。「条里南道」と記された碑は、明治20年（1887年）ころ、人文地理学者の小田内通敏が東京府史跡調査を行った際に、このあたりに残っていた条里制の遺構の保存を進言。尾久西小学校付近一帯に、班田制による条里の遺跡と思われる水田区画が残っていたといわれ、その保存法を進言して標示石を立てたという。当時下尾久村や町屋にもこの田園区画が残っていたといわれ、荒川の流域には多くの条里制の遺構があったが、現在では上・中流域にわずかにみられるのみである。条里制は大化元年（645年）以後行われた耕地整理であり、主として平野や盆地などの平地に見られるため条里があったことで、奈良時代には既にこの辺りが平地であったことがわかる。

十三坊塚
東京都立大学荒川キャンパス付近はかつて十三坊という名で呼ばれており、『新編武蔵風土記稿』によれば、旧上尾久村側に「十三坊塚　当所ニ四所アリ。高各五尺許。」と４基、下尾久村側に「十三坊塚　村北ニアリ。高サ五尺、廻リ七八間。八ケ所程アリ。此内ニ砂利塚ト唱ヘルアリ。永禄年中、太刀具足様ノモノヲ掘出セシコトアリシト云。」と８基あり、高さ1.5m、径13から15m程の塚が計12基が所在していたようある。この十三坊という地名は古代の条理制に基づく地名らしく、また、塚から太刀や具足の類が出土したという記事から武具を副葬した古墳群であったとも考えられ、荒川区報では古墳であったろうと推定されている。